# Quai de Bercy
Der Quai de Bercy ist eine Uferstraße entlang der Seine im 12. Arrondissement von Paris. Sie endet im Pariser Abschnitt mit dem Übergang zur A 4 (bei der Pont Amont), wird jedoch in der Gemeinde Charenton-le-Pont unter dem gleichen Namen bis zur Kreuzung mit der Rue de l’Arcade fortgesetzt.

## Lage
Der Straße Quai de Bercy ist die Fortsetzung des Quai de la Rapée und verläuft auf Pariser Gebiet bis zum Beginn der Autobahn A 4 hinter der Pont National. Danach läuft sie auf dem Gebiet der Gemeinde Charenton-le-Pont weiter bis zur Kreuzung mit der Rue de l’Arcade.

## Namensursprung
Sie trägt den Namen Quai de Bercy deshalb, da sie schon in der ehemals selbständigen Gemeinde eine wichtige Verkehrsstraße war, wie auf dem Plan von Jouvin de Rochefort aus dem Jahr 1672 zu erkennen ist.

## Geschichte
Dieser Kai wurde vor 1672 angelegt. Ab 1570 war die Uferanlage die Endstation der Holzanlieferung, die aus dem Morvan kam und zu Bau- und Heizholz für Paris verarbeitet wurde.
Der Abschnitt A des Quai de Bercy von der Mauer der Generalpächter bis zur Grenze von Charenton-le-Pont war früher Teil der Departementsstraße Nr. 23; sie wurde per Dekret vom 18. April 1929 Paris zugeordnet. Der Abschnitt B ist schon auf dem Plan von Rochefort aus dem Jahr 1672 zu sehen. Als 1970 die Autobahnauffahrt (Échangeur de Bercy) gebaut wurde, wurde die Straße verbreitert und doppelspurig. Sie ist damit Teil des Voie Georges Pompidou.

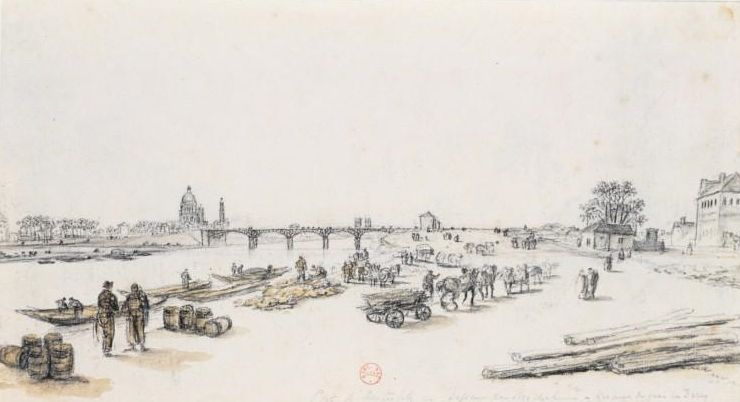
Georges Michel, Le Port de Bercy au XIXe s., Paris, Bibliothèque nationale de France
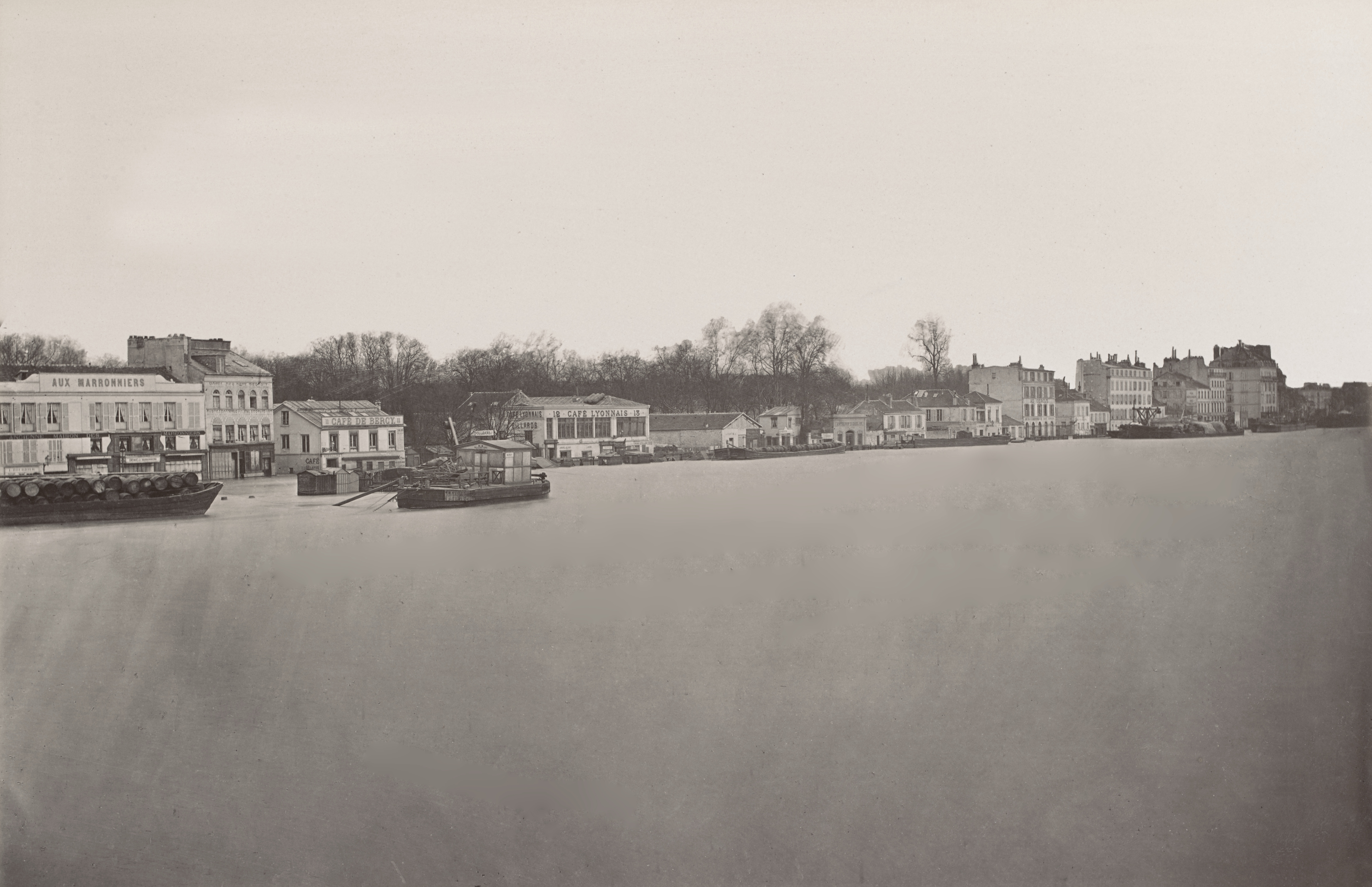
Hochwasser 1876

## Sehenswürdigkeiten
Am Anfang ist einer der wenigen erhaltenen Mauerreste der Thierssche Stadtbefestigung, Bastion no 1, zu sehen.

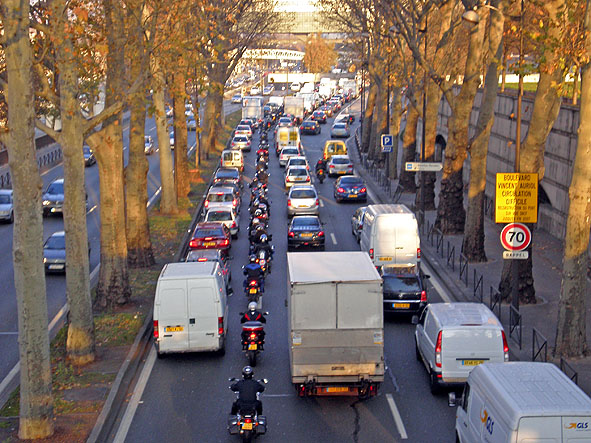
Der Verkehr war schon 2007 stark
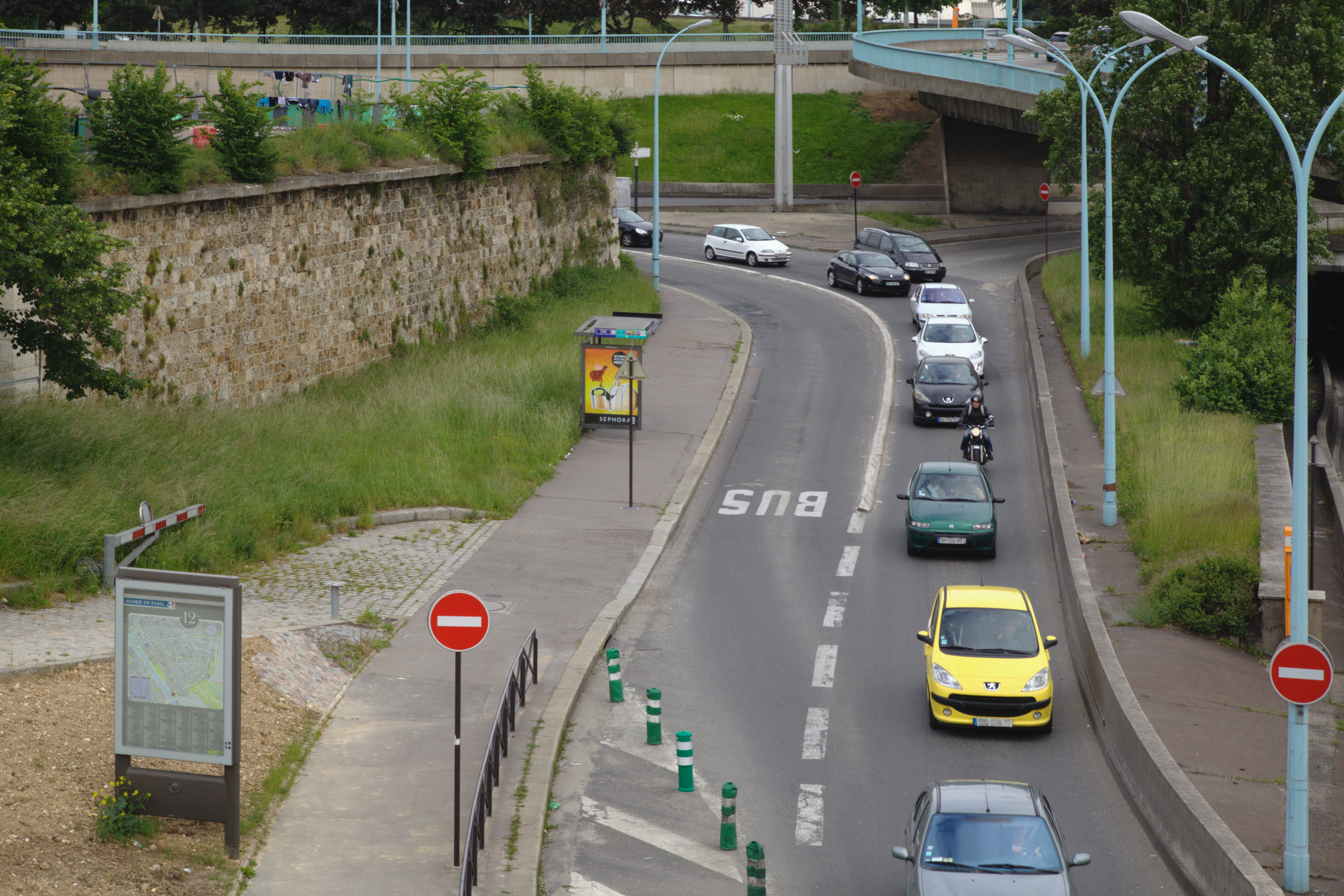
Am Beginn der Uferstraße die Bastion Nr. 1